# Lorna Washington
Celso Paulino Maciel, mais conhecido como Lorna Washington (Rio de Janeiro, 1962 — Rio de Janeiro, 30 de outubro de 2023) foi uma atriz e transformista brasileira. Atuava fazendo shows desde a década de 1980 e, pela capacidade de se transformar em vários personagens, era conhecida como a "Fernanda Montenegro do mundo drag".
Também era conhecida pela militância dos direitos das pessoas portadoras de HIV e se apresentou em algumas das principais boates cariocas destinadas ao público gay, como Papagaio, Incontrus e Le Boy. O seu trabalho de conscientização lhe rendeu o "Prêmio Cidadania" — dedicado a pessoas que promovem os direitos de cidadania e a cultura LGBTQIAP+ — da Assembleia Legislativa do Rio de Janeiro (ALERJ).
Sua trajetória foi destaque no filme "Lorna Washington – Sobrevivendo a Supostas Perdas" (2016), de Leonardo Menezes e Rian Córdova. Em 2021, deu depoimentos para o filme "Prateados – A Vida em Tempos de Madureza", do Globoplay, sobre o envelhecimento.
Em 2022, sofreu uma parada cardíaca que deixou sequelas como uso de cadeira de rodas e perda parcial de audição. Ela ainda estava em recuperação. Segundo Almir França — amigo, que faz parte da diretoria do Grupo Arco-Íris — Lorna fazia hemodiálise três vezes por semana.
Morreu em 30 de outubro de 2023, em uma Unidade de Pronto Atendimento (UPA), na Tijuca, Zona Norte do Rio de Janeiro de enfarte agudo do miocárdio.
| “                                              | Ela era refinada, culta, falava um inglês maravilhoso. Fizemos homenagens, inclusive no baile Glam. Ela disse: 'me chama porque esse é o último ano que eu estou conseguindo sair'. E ela foi de cadeira de rodas. Um artista fabuloso em cena, muito ácido, crítico. Era capaz de falar loucuras e a plateia rir. Uma perda gigantesca, a cena LGTBQIA+ precisa de inteligências como a dela. Salve Lorna Washington! | ” |
| — Milton Cunha, lamentando a morte da artista, | |   |